# Пилоноса акула
Пилоносата акула (Pliotrema warreni) е вид акула от разред Пилоносообразни акули, единствен представител на своя род Pliotrema. На дължина достига до 1.7 m. Среща се във водите на западната част на Индийския океан, между 23-тия и 37-ия географски паралел. Пилоноста акула обитава дъблочини между 60 и 430 m.
Характеристичен белег е наличието на 6 чифта хрилни дъги, което я прави уникална за разреда, тъй като останалите представители притежават 5 чифта хрилни отвори.